# Néstor Fabbri
Néstor Ariel Fabbri (født 29. april 1968 i Buenos Aires, Argentina) er en tidligere argentinsk fodboldspiller (forsvarer).
Han spillede på klubplan blandt andet for All Boys, Lanús, Racing Club og Boca Juniors i hjemlandet, og var desuden udlandsprofessionel hos FC Nantes og Guingamp i Frankrig. Han blev i 1987 kåret til Årets fodboldspiller i Argentina.
Fabbri spillede desuden 21 kampe og scorede ét mål for det argentinske landshold. Han deltog ved VM i 1990 i Italien, hvor argentinerne vandt sølv. Han var dog kun på banen i én kamp i turneringen. Han var også med til at vinde sølv ved OL i 1988 i Seoul, og deltog desuden ved Confederations Cup 1995 og ved Copa América samme år.